# Pulau Aur
Pulau Aur ist eine malaiische Insel vulkanischen Ursprungs im Südchinesischen Meer. Sie liegt etwa 65 km östlich vor dem Festland der malaiischen Halbinsel und gehört zum Bundesstaat Johor. Aur gehört mit den drei kleineren Nachbarinseln Pulau Dayang, Pulau Lang und Pulau Pinang zum Johor Marine Park. Der Hauptort Kampong Teluran liegt im Nordwesten gegenüber der Nebeninsel Pulau Dayang.
Die beste Möglichkeit, auf die Insel zu kommen, besteht vom Fährhafen in Mersing. Einzelne auf Pulau Aur gelegene Resorts haben jedoch auch ihre eigenen Boote, die teilweise in dem Ort Tanjung Leman stationiert sind. Aur ist sehr beliebt bei Tauchtouristen, speziell bei Wochenendausflüglern aus dem nahen Singapur. Neben Hardkorallen und sehr großen Schwärmen junger Fische können mit etwas Glück auch Walhaie und Mantarochen beobachtet werden.